# Mandy Marquardt
Mandy Marquardt, née le 7 août 1991 à Mannheim en Allemagne, est une coureuse cycliste américaine. Spécialisée dans les épreuves de sprint sur piste, elle a notamment obtenu la médaille d'or vitesse par équipes aux championnats panaméricains de cyclisme sur piste de 2017.

## Biographie
Mandy Marquardt commence à pratiquer le cyclisme à l'âge de dix ans. En 2003, elle est championne des États-Unis en contre-la-montre et critérium dans la catégorie 10-12 ans. En 2006, elle part en Allemagne, où vit son père. Aux championnats d'Allemagne en 2007, elle est troisième du 500 mètres en catégorie juniors,.
Un diabète de type 1 lui est diagnostiqué à seize ans. En 2010, elle rejoint l'équipe Type 1, renommée Novo Nordisk en 2013, dont tous les coureurs sont diabétiques.
À partir de 2013, elle se consacre aux épreuves de sprint sur piste. En 2016, elle est sélectionnée comme remplaçante pour les Jeux olympiques. En fin d'année, aux championnats panaméricains, elle est médaillée de bronze de la vitesse par équipes. L'année suivante, elle est championne panaméricaine de vitesse par équipes et médaillée de bronze du 500 mètres lors de ces championnats.
En 2018, elle dispute ses premiers championnats du monde sur piste.

## Palmarès

### Championnats du monde
- Apeldoorn 2018
  - 10e de la vitesse par équipes
  - 17e du 500 mètres
  - 30e de la vitesse individuelle
- Pruszków 2019
  - 13e de la vitesse par équipe[5]
  - 21e du 500 mètres
  - 27e de la vitesse individuelle (éliminée en seizième de finale)[6]

### Championnats panaméricains
- Aguascalientes 2016
  -  Médaillée de bronze de la vitesse par équipes
- Couva 2017
  -  Championne panaméricaine de vitesse par équipes
  -  Médaillée de bronze du 500 mètres
- Aguascalientes 2018
  -  Médaillée d'argent de la vitesse par équipes
  - Cinquième du 500 mètres[7]
  - Sixième de la vitesse individuelle[8]
- Cochabamba 2019
  -  Médaillée de bronze de la vitesse individuelle
- San Juan 2023
  -  Médaillée d'argent du 500 mètres
  -  Médaillée de bronze de la vitesse par équipes
- Los Angeles 2024
  -  Médaillée de bronze de la vitesse par équipes

### Jeux panaméricains
- Santiago 2023
  -  Médaillée d'argent de la vitesse par équipes
  -  Médaillée de bronze de la vitesse individuelle

### Championnats nationaux
- Championne des États-Unis du 500 mètres en 2014, 2016, 2017, 2018, 2019, 2021, 2022 et 2023
- Championne des États-Unis de vitesse par équipes en 2014, 2015, 2016, 2017, 2018, 2021 et 2022
- Championne des États-Unis de keirin en 2016, 2019, 2021 et 2023
- Championne des États-Unis de vitesse en 2016, 2019, 2021 et 2022